# Vallée du Louron
La vallée du Louron est constitutive du pays d'Aure, définie comme région naturelle ou encore pays traditionnel, dans le département des Hautes-Pyrénées en Occitanie, dont la capitale historique  est Bordères-Louron.

## Toponymie

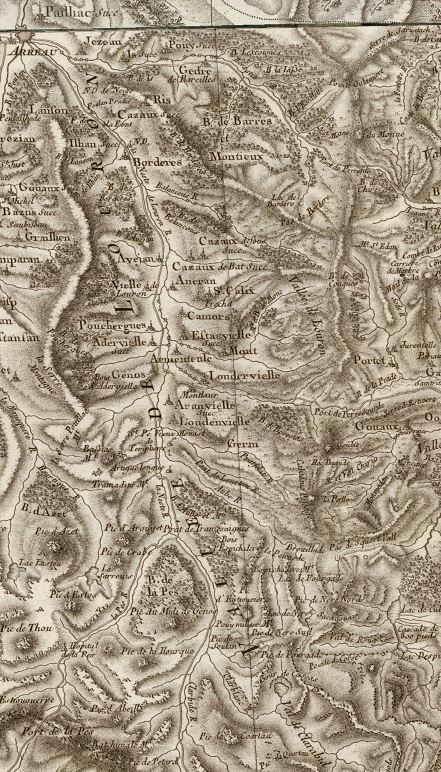
Extrait de la carte de Cassini (entre 1756 et 1789) situant la vallée du Louron.

Les toponymes des villages seraient d'origine germanique, basque (Aranvielle) d'aran = « vallée », latine (Loudenvielle, Loudervielle) de villa = « ferme ».

## Géographie

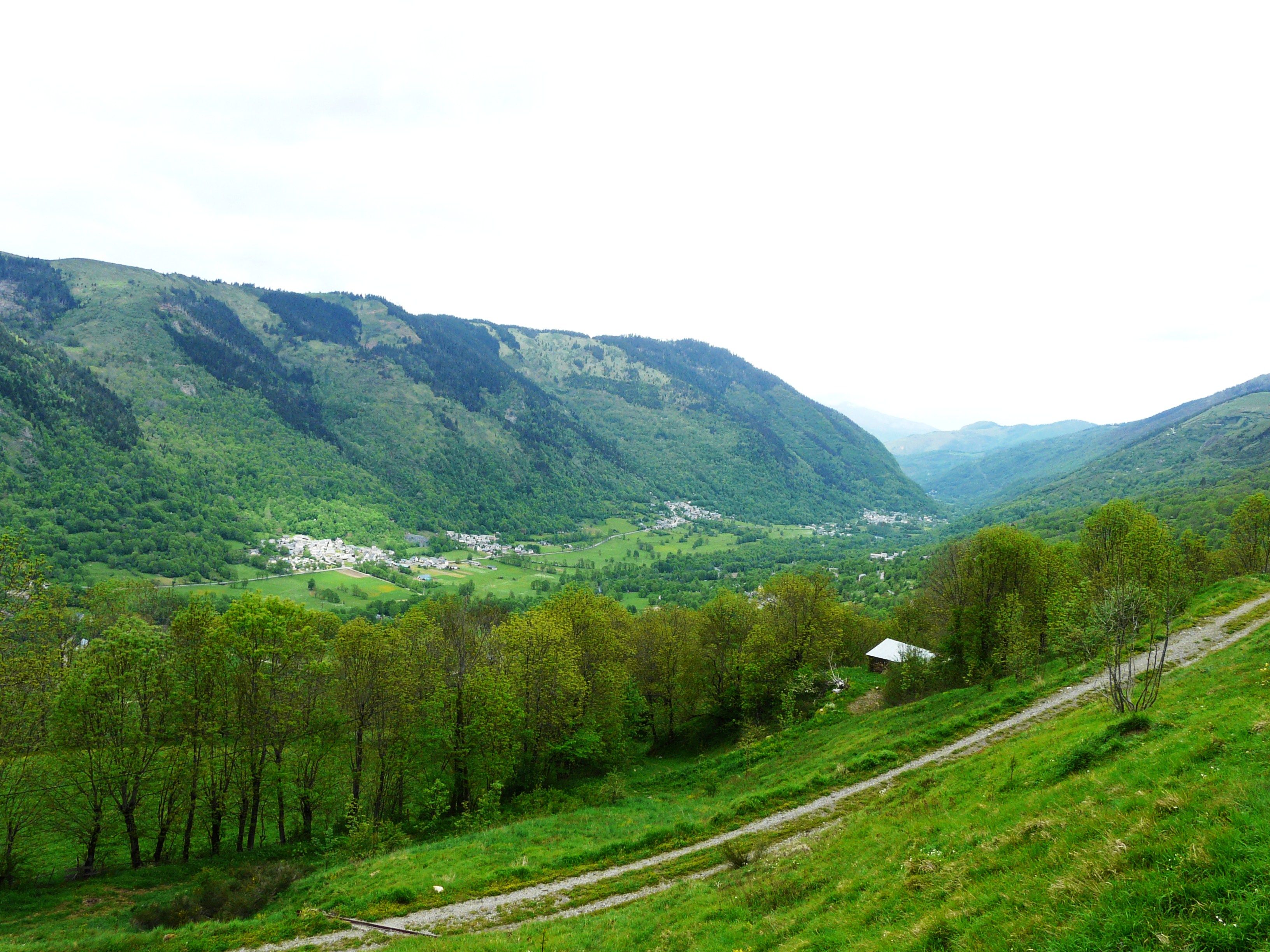
La vallée du Louron entre Adervielle-Pouchergues et Avajan

### Situation
La vallée est située au sud-est du département des Hautes-Pyrénées, en limite de la frontière franco-espagnole, à l'est de la vallée d'Aure et à l'ouest de la Haute-Garonne.

### Topographie
Elle correspond au bassin de la Neste du Louron qui s'étend sur environ 25 km entre la crête frontalière et le vallon des Gourgs Blancs et vallon d'Aygues Tortes au sud, et la confluence avec la Neste d'Aure à Arreau, au nord. 
Elle communique avec la vallée d'Aure à l'ouest par le col d'Azet (ainsi que par Arreau), et avec la vallée du Larboust à l'est par le col de Peyresourde.

### Géographie humaine
Le pastoralisme est une activité toujours présente avec la transhumance. Les carrières d'ardoises ont été abandonnées.
La langue régionale est le gascon.

### Hydrographie
La haute vallée du Louron est une ancienne vallée glaciaire, parsemée de nombreux lacs. Le lac de Génos-Loudenvielle se situe au fond de la vallée.

### Faune et flore
La faune et la flore locales sont caractéristiques des Pyrénées et d’une richesse remarquable, avec des espèces rares comme l'isard, le gypaète barbu, le desman, l'androsace, le vautour fauve et l'aster des Pyrénées.

### Voies de communication et transports
Par la France : depuis Bordeaux, par l'A65 puis Pau-Tarbes-Lannemezan puis la RD 929 jusqu'à Bordères-Louron ; depuis Toulouse, A64 jusqu'à Lannemezan puis la RD 929 jusqu'à Bordères-Louron.
Depuis l'Espagne : depuis Bilbao direction Bayonne-Pau, prendre A64 jusqu'à Lannemezan puis la RD 929 jusqu'à Bordères-Louron ; depuis Huesca, prendre le tunnel Aragnouet-Bielsa vers Saint-Lary-Soulan, direction Arreau puis la RD 929 jusqu'à Bordères-Louron.

### Communes

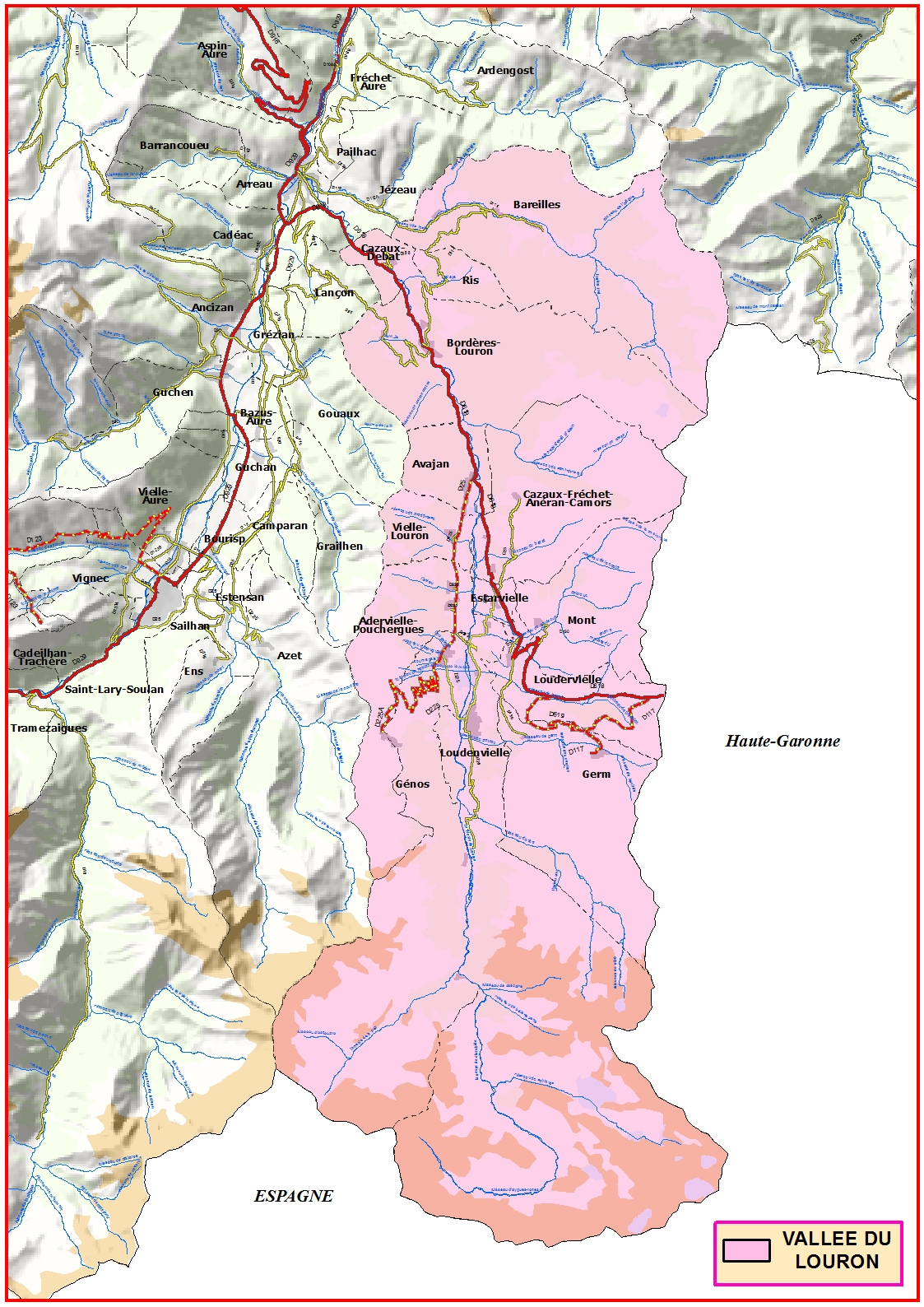
Vallée du Louron.

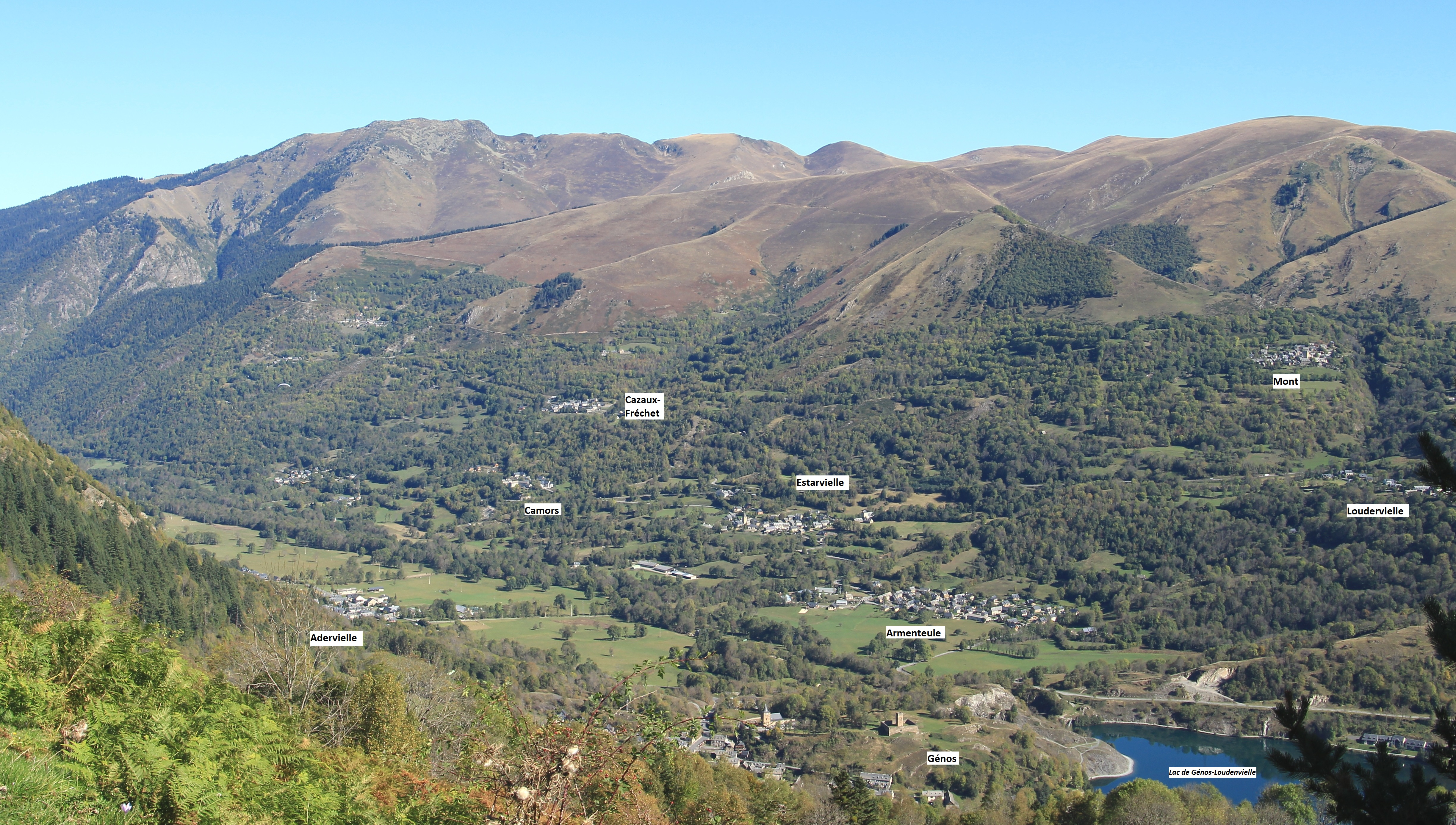
Vallée du Louron depuis Val-Louron.

Liste des 14 communes de la vallée :
| Commune                      | Population (2020) | Superficie (km²) | Altitude (mini) | Altitude (maxi) | Illustration |
| ---------------------------- | ----------------- | ---------------- | --------------- | --------------- | ------------ |
| Adervielle-Pouchergues       | 147               | 9,14             | 921             | 2 326           |              |
| Avajan                       | 81                | 3,29             | 880             | 1 687           |              |
| Bareilles                    | 39                | 20,84            | 823             | 2 150           |              |
| Bordères-Louron              | 143               | 17,41            | 810             | 2 173           |              |
| Cazaux-Debat                 | 33                | 1,48             | 753             | 1 106           |              |
| Cazaux-Fréchet-Anéran-Camors | 65                | 12,35            | 908             | 2 173           |              |
| Estarvielle                  | 34                | 0,82             | 923             | 1 168           |              |
| Génos                        | 132               | 23,63            | 939             | 3 022           |              |
| Germ                         | 33                | 12,55            | 1 160           | 2 683           |              |
| Loudenvielle                 | 348               | 42,65            | 942             | 3 130           |              |
| Loudervielle                 | 49                | 5,39             | 1 038           | 2 034           |              |
| Mont                         | 35                | 8,41             | 1 157           | 2 064           |              |
| Ris                          | 13                | 1,89             | 920             | 1 604           |              |
| Vielle-Louron                | 81                | 2,89             | 907             | 1 681           |              |
| Total                        | 1 198             | 162,74           |                 |                 |              |

## Histoire
Durant le Paléolithique moyen, un premier peuplement de chasseurs s'installe dans les vallées d'Aure et du Louron. Durant le Néolithique ancien, les premiers agro-pasteurs se déplacent vers des pâturages itinérants.
À l'époque gallo-romaine, Lugdunum Convenarum (Saint-Bertrand-de-Comminges) rayonne jusque dans la vallée où l'on trouve des autels votifs d'origine gallo-romaine, près des sources thermales ainsi que des pierres funéraires réutilisées lors de la construction des églises. La Ténarèze, voie antique passant par la vallée d'Aure, relie la vallée au reste du territoire.
Dès le Xe siècle, des tours de guet et des châteaux (château de Génos, château de Moulor) assurent la protection de la vallée. Au XIe siècle, une bataille aurait eu lieu entre les Sarrazins et des chevaliers aragonais venus soutenir les habitants de la vallée. À la suite de cette bataille, deux chevaliers aragonais, Calixte originaire de Huesca et Mercurial, seraient morts et deux chapelles ont été érigées en leur honneur : Saint-Calixte à Cazaux-Frechet-Anéran-Camors et Saint-Mercurial à Vielle-Louron[source insuffisante].
Au Moyen Âge, les relations avec les vallées espagnoles de Bielsa, Gistain et Vio sont fréquentes grâce aux ports (cols de montagne) qui facilitent les échanges commerciaux, les déplacements… Au XVIe siècle, le commerce avec l'Espagne, enrichie par ses découvertes en Amérique, enrichit à son tour la vallée, où les églises sont agrandies et embellies.
Au XIXe siècle jusqu'au début du XXe siècle, la vallée est très peuplée par une population agro-pastorale qui vit en autarcie. Mais de grands chantiers comme la Route thermale no 1 de Bagnères-de-Bigorre à Bagnères-de-Luchon, les barrages hydrauliques, etc. commencent à transformer la vallée.
De 1929 à 1932, plusieurs chantiers pour l'édification de l'ensemble hydroélectrique du Louron ont été ouverts et plus de 1 000 hommes y ont travaillé. Il a fallu se frayer une voie d'accès pour parvenir au fond de la vallée. Pour gagner du temps, des bâtiments à ossature métallique ont été assemblés afin d'abriter les équipements. L'implantation des téléphériques a nécessité de monter le matériel à dos d'homme par des chemins escarpés. Construits par la société Bleichert, ces téléphériques ont représenté une performance technique. Ils ont permis de transporter des tronçons de conduite forcée de douze tonnes sur plus de 900 mètres de dénivelé. Les trois téléphériques sont toujours utilisés aujourd'hui pour les besoins de l'exploitation.
Fuyant le régime de Franco, des centaines d'Espagnols franchirent les cols frontaliers entre la vallée du Louron et l'Aragon (port de la Pez).
Pour lutter contre l'exode rural, dans les années 1970, à la suite de la vallée d'Aure, la vallée du Louron développe une offre touristique variée dans laquelle la valorisation patrimoniale joue un rôle important.

## Protection environnementale
Une partie de la vallée fait partie d'une zone naturelle protégée, classée ZNIEFF de type 1 et de type 2.

## Activités

### Économie
La Société hydroélectrique du Midi (SHEM) est un producteur alternatif d'hydroélectricité du grand Sud-Ouest. Elle utilise la force motrice de l'eau au travers de douze grands barrages et de cinquante-six usines répartis sur la chaîne des Pyrénées, les cours d'eau de la Dordogne et du Lot. Elle produit l'équivalent de la consommation en électricité d'un million d'habitants. L'eau, stockée par les barrages, est acheminée vers les usines de la SHEM pour produire de l'électricité grâce à un réseau de galeries et de conduites forcées qui sillonne la montagne. L'eau va percuter les turbines à la vitesse de 340 km/h et mettre en mouvement la turbine du groupe hydroélectrique. Afin de gagner en efficacité, chaque goutte d'eau est turbinée plusieurs fois tout au long de la chaîne hydraulique. Pour contrôler les aménagements, le groupement d'usines du Louron possède une salle de télécommande : le poste de pilotage central. Elle permet de surveiller le niveau d'eau dans les barrages, de piloter le fonctionnement des turbines, des alternateurs et des vannes ou encore de réaliser les lâchers d'eau nécessaires à l'agriculture et au bon état écologique de l'eau. L'ensemble hydroélectrique de la vallée du Louron comprend deux lacs d'altitude avec leurs barrages (Caillauas, 100 m de profondeur, et Pouchergues, 15 m de profondeur) et six usines sur un territoire qui s'étend de la frontière espagnole jusqu'à la confluence des Nestes de Clarabide et de Lapès. Des chemins de randonnée longent cet ensemble hydroélectrique et permettent d'apercevoir des cavités qui sont d'anciens accès réalisés le long des huit kilomètres de galerie d'amenée d'eau. À partir de ses barrages du Louron et de l'Aure, la SHEM peut délivrer jusqu'à 48 millions de m3 d'eau par an pour subvenir aux besoins en irrigation et en eau potable des plaines de la Gascogne. Grâce à ces lâchers et à l'aide du canal de la Neste, certaines rivières du Gers ne sont pas à sec durant l'été.

### Tourisme
Le village de Loudenvielle possède un centre thermoludique et un espace cinématographique.
Le tourisme de montagne est développé autour des stations de ski et des activités d'été : randonnée, escalade, vol libre en parapente et deltaplane, sports aquatiques, cyclisme, etc. On trouve un refuge au fond de la vallée : le refuge de la Soula. Cinq résidences permettent de recevoir les touristes, pour l'essentiel dans la station de Val-Louron.
Depuis 2008, la vallée du Louron est labellisée « Pays d’art et d’histoire ». Des plaques signalétiques sont placées dans les villages pour expliquer l'histoire de la vallée.

#### Patrimoine
La vallée du Louron possède un important patrimoine architectural d'églises romanes rurales, dont beaucoup sont ornées de peintures murales remarquables, ainsi qu'un château à Bordères-Louron (XIIIe siècle).

#### Stations de ski
- Val-Louron, 20 pistes.
- Peyragudes, directement reliée à la vallée par la télécabine Skyvall, 48 pistes.

### Protection environnementale
Dans le domaine de l'environnement, la SHEM contribue à des programmes de recherche sur la préservation d'espèces endémiques des cours d'eau pyrénéens (l'euprocte et le desman des Pyrénées) ou des zones humides Natura 2000.